# Pregona (Sant Llorenç Savall)
Pregona és una masia del municipi de Sant Llorenç Savall (Vallès Occidental) protegida com a bé cultural d'interès local.

## Descripció
Està situada al vessant de llevant dels Emprius i al vessant sud de Roca Sareny, a la capçalera de la vall d'Horta. Està formada per diferents cossos. En les façanes combina la paret arrebossada amb la de pedra vista; les obertures són de grans dimensions i de diferents formes com d'arc de mig punt, allindanades decorades amb una motllura al voltant o allargades disposades de forma escalonada. També es combina el maó amb la pedra.

## Història
Pregona apareix documentada per primera vegada al segle xiii. Era sota el domini del castell de Pera fins que l'any 1236, el senyor del castell el va vendre al monestir de Sant Llorenç del Munt. Llavors la masia era coneguda com a Coma Pregona. La casa va ser reformada a principis del segle XX amb elements modernistes.